# Janjila
Janjila su naseljeno mjesto u općini Bosanski Petrovac, Federacija Bosne i Hercegovine, BiH.

## Zemljopis
Selo je u Bravskom polju, na njegovom sjevernom kraju ispod Grmeča, ispod manjih visova, Sakina greda i Malešavac. Sam najviši vrh planine, Crni Vrh, 1604 metra, je najbliži ovom naselju. Kuće se nižu u pravcu zapad – istok, kao i polje i ima tri grupe kuća: Janjili, Bjelajski do i Gorana. Selo ima dovoljno vode iz nekoliko izvora, čije vode otiču par stotina metara.

## Povijest
U blizini Crnog Vrha na visini od 1400 metara nalaze se ostaci neke stare građevine obrasle u smreku i javorovo drvo. Mnoštvo je strmih zidova a unutra je ravan prostor, također obrastao šumom. Na gradu su dvoja vrata. Svojom velikom nadmorskom visinom zbunjuje istraživače, ali ipak neki smatraju da je to možda i stari grad Pset, središte istoimene srednjovjekovne župe. Na još dvije lokacije u selu postoje temelji starih građevina, antička ruševina Crkvina Ovčara i Gradić kod Kuburića kuća.

## Stanovništvo

### 1991.
Nacionalni sastav stanovništva 1991. godine, bio je sljedeći:
ukupno: 354
- Srbi - 351
- Jugoslaveni - 3

### 2013.
Nacionalni sastav stanovništva 2013. godine, bio je sljedeći:
ukupno: 124
- Srbi - 124